# Itäsaari och Keskisaari
Itäsaari och Keskisaari är en ö i Finska viken och i kommunen Kotka i landskapet Kymmenedalen, i den södra delen av Finland. Ön som ingår i Virluodot ligger omkring 23 kilometer sydöst om Kotka och omkring 130 kilometer öster om Helsingfors.
Öns area är 32,8 hektar och dess största längd är 1 kilometer i sydöst-nordvästlig riktning.